# Selenipedieae
De Selenipedieae vormen een tribus (geslachtengroep) van de Cypripedioideae, een onderfamilie van de orchideeënfamilie (Orchidaceae)
De tribus bevat slechts één subtribus met één geslacht en zes soorten.
Het zijn terrestrische orchideeën uit Zuid-Amerika.
Voor een beschrijving van deze tribus, zie de geslachtsbeschrijving.

## Onderverdeling
- Subtribus: Selenipediinae
  - Geslacht: Selenipedium